# 361.
◄ | 3. stoljeće | 4. stoljeće | 5. stoljeće | ►
◄ | 330-ih | 340-ih | 350-ih | 360-ih | 370-ih | 380-ih | 390-ih | ►
◄◄ | ◄ | 358. | 359. | 360. | 361. | 362. | 363. | 364. | ► | ►►
Astronomija • Književnost • Kršćanstvo

## Događaji
- Snažan potres u Jadranu – antički grad Cissa (nadašnja Caska) na Pagu djelomično potonuo[1][2]

## Vanjske poveznice
|  | Zajednički poslužitelj ima još gradiva o temi 361. |